# Architects' Building (Montreal)
El Architects' Building fue un edificio de oficinas ubicado en Montreal, Quebec, Canadá. Estaba ubicado en 1135 Beaver Hall Hill, en la esquina sureste de Dorchester Boulevard (ahora René Lévesque Boulevard) en el centro de Montreal.
Fue diseñado por el estudio de arquitectura de Montreal Ross and Macdonald, y fue construido entre 1930 y 1931. Tenía 17 pisos de altura, equivalente a 69,82 m de altura. Su estilo arquitectónico fue considerado como art déco. El Architects' Building fue diseñado poco después del celebrado Édifice Price de la misma firma en la ciudad de Quebec y mostró similitudes en su estilo y volumen. Como sugiere el nombre del edificio, Ross y Macdonald, de hecho, ubicaron sus propias oficinas en el piso 13 del edificio desde su apertura en 1931 hasta alrededor de 1934.
Canadian Industries Limited (CIL) arrendó por primera vez un espacio en el edificio en 1934 y poco después se convirtió en el ocupante principal. En ese momento (alrededor de 1936), el edificio pasó a llamarse CIL House, que no debe confundirse con el edificio posterior que también llevó el mismo nombre. En ese momento, CIL era propiedad conjunta de Imperial Chemical Industries (ICI) y DuPont. Un acuerdo antimonopolio estadounidense en 1954 requirió la terminación de todas las empresas conjuntas entre las dos empresas. CIL se dividió; la parte propiedad de ICI conservó el nombre de CIL pero se mudó a una nueva sede. El resto, llamado DuPont Canada, permaneció en el antiguo edificio (ahora DuPont Building) hasta 1967.
El edificio fue demolido en 1968.